# كاف الري
كاف الري هو موقع طبيعي يقع في ولاية سليانة شمال غرب تونس، ويُغطي مساحة 1 727 هكتارًا. صُنِّف كمحمية طبيعية في عام 2010.